# The Hurt Locker, Part One
The Hurt Locker, Part One je čtvrtý díl šesté řady amerického televizního hudebního seriálu Glee a v celkovém pořadí stý  dvanáctý díl tohoto seriálu. Scenáristou a režisérem je jeden z hlavních tvůrců seriálu, Ian Brennan. Díl se poprvé vysílal ve Spojených státech dne 23. ledna 2015 na televizním kanálu Fox. Jedná se o první část dvoudílného dílu, jehož druhá část, s názvem The Hurt Locker, Part Two, byla odvysílána o týden později.
Ředitelka Sue Sylvester organizuje speciální soutěžní kolo mezi New Directions a konkurenčními sbory Vocal Adrenaline a Warblers. Sue má ovšem postranní úmysly, zhypnotizuje Sama Evanse, aby vytvořila vztah mezi Samem a Rachel Berry a vyvolá spor, aby se pomstila svému dávnému rivalovi, Willu Schuesterovi.

## Obsah epizody
Ředitelka Sue Sylvester (Jane Lynch) pozve Willa Schuestera (Matthew Morrison), nynějšího vedoucího sboru Vocal Adrenaline, zpět na McKinleyovu střední, aby zakopali válečnou sekeru. Během rozhovoru však shledá, že je velice otravný a tak se rozhodne s ním nadále bojovat. Pozve Becky Jackson (Lauren Potter) do skladiště, které pojmenovala „smrtelné trýznění“ a prozradí, že tajně podporovala vztah mezi Kurtem Hummelem (Chris Colfer) a jeho bývalým snoubencem Blainem Andersonem (Darren Criss) a že pracuje na tom, aby se dali znovu dohromady. Sue řekne Kurtovi, že zorganizovala soutěžní klání pro ostatní sbory, aby znemožnili New Directions. Rachel Berry (Lea Michele) a Will se baví ohledně této události a Rachel ho prosí, aby jeho sbor nebyl příliš dobrý a nevystrašil tak její sbor, ale nevědí, že je Sue tajně nahrává. Sue poté rychle zhypnotizuje Sama Evanse (Chord Overstreet), aby se zamiloval do Rachel, políbil ji, pak se probudil a nic si nepamatoval. Blaine Anderson (Darren Criss) sdělí Rachel a Kurtovi, že Warblers je nebudou šetřit, ale jejich rozhovor přeruší telefonní hovor od Blainova nového přítele Dava Karofskeho (Max Adler), který objeví živého medvěda v jejich společném bytě. Rachel a Sam jsou spolu na večeři, Sam je zhypnotizován a začne se jí dvořit.
Kurt obviní Sue z umístění medvěda do Blainova bytu a Sue se k tomu dozná. Blaine začne dávat Samovi a Rachel lekce klavíru, ale přeruší je Sue, která Sama opět zhypnotizuje. Blaine a Dave si vyjdou na večeři, kde je mnoho Davových bývalých partnerů a Blaine zjistí, že Dave chodil s mnoha urostlými muži. Večeři jim překazí Sue, která jim ukáže, že v rodokmenu mají příbuzného, tudíž jsou Blaine a Dave bratranci ze třetího kolena. Sue navštíví Carmelskou střední školu, odkud pochází Vocal Adrenaline a setká se s ředitelkou Abigail Figgins-Gunderson (Iqbal Theba), která je Figginsovi velmi podobná a Sue ji ukazuje záznam, kdy Will slibuje Rachel loajalitu vůči New Directions. Rachel a Kurt povzbuzují členy New Directions, Jane Hayward (Samantha Marie Ware), Rodericka (Noah Guthrie), Masona McCarthyho (Billy Lewis Jr.) a Madison McCarthy (Laura Dreyfuss) ohledně soutěže a všichni si uvědomí, že jejich šance jsou velice malé a navíc nemají ani dostatečný počet členů sboru. Will konfrontuje Sue ohledně její zrady, kterou přizná a zároveň mu sdělí o přetrvávající zášti vůči němu. Will ji ujistí, že New Directions budou pokračovat i když ona bude na škole nebude.
Kurt a Blaine se baví ohledně Suiných pokusů rozeštvat Blaina a Dava a Kurt přiznává, že se později chystá jít na schůzku s novým mužem, díky čemuž se Blaine začne chovat divně. Rachel a Sam pokračují v lekcích hraní na klavír, flirtují spolu a nakonec se i políbí. Druhý den si Sam nic nepamatuje. Sue poté Sama opět zhypnotizuje k tomu, aby ukradl Willovu poštu. Kurt jde na schůzku s Walterem (Harry Hamlin), kterého znal pouze z internetu a naživo zjistí, že Walter je mnohem starší než on, teprve nedávno si uvědomil, že je gay a má ženu a děti. Po několika trapných okamžicích se nakonec Kurt s Walterem dohodnou, že začnou jako přátelé. Will uvidí Sama, který se snažil ukrást jeho poštu a Sam mu pod vlivem hypnózy řekne, že ho k tomu donutila Rachel. Will je rozzlobený a řekne svému sboru, Vocal Adrenaline, vedeným Clintem (Max George), aby do svého vystoupení dali všechno, sbor ho ale neuznává pro jeho učební metody. Vystoupení Vocal Adrenaline je velmi povedené, čímž naženou strach New Directions i Warblers a Sue je pyšně sleduje.

## Seznam písní
- „Bitch“
- „A Thousand Miles“
- „Rock Lobster“
- „Whip It“

## Hrají
| Chris Colfer     | Kurt Hummel             |
| Darren Criss     | Blaine Anderson         |
| Dot Jones        | trenérka Shannon Beiste |
| Jane Lynch       | Sue Sylvester           |
| Kevin McHale     | Artie Abrams            |
| Lea Michele      | Rachel Berry            |
| Matthew Morrison | William Schuester       |
| Amber Riley      | Mercedes Jones          |
| Chord Overstreet | Sam Evans               |